# Andrzej Kijowski

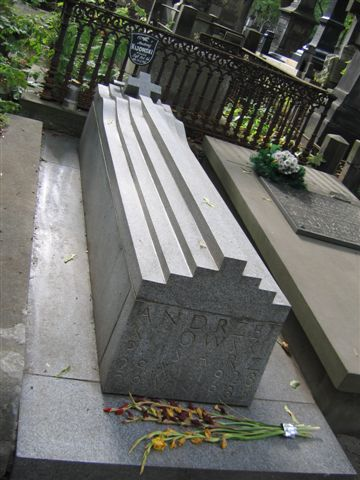
Thombeau d'Andrzej Kijowski au Cimetière de Powązki à Varsovie, le 30 juillet 2006

Andrzej Kijowski, né le 29 novembre 1928 à Cracovie, mort le 29 juin 1985 à Varsovie, est un écrivain et critique littéraire polonais.
- Commandeur de l'Ordre Polonia Restituta (2008)

## Biographie
Andrzej Kijowski fut un important romancier, essayiste et scénariste. C'est le père d'Andrzej Tadeusz Kijowski. Il publia ses feuilletons dans "La Revue culturelle  (Przegląd Kulturalny) et "L'Hebdomadaire universel"(Tygodnik Powszechny). Durant plusieurs années, il fut l'un des rédacteurs du mensuel "Création" (Twórczość), où il publia les "Chroniques de Dédale" (Kroniki Dedala), publication qui eut un grand retentissement. Kijowski fut aussi traducteur franco-polonais.
Auteur de la lettre de protestation des écrivains polonais contre la censure, instaurée le 29 février 1968, après la suspension de la représentation des "Aïeux" d'Adam Mickiewicz, dans la mise en scène de Kazimierz Dejmek au Théâtre national de Varsovie. De 1967-1968, il remplit la fonction de directeur littéraire du "Théâtre Dramatique" de Varsovie (Teatr Dramatyczny). Il fut démis de ses fonctions après les événements de mars 1968. Il contribua au mouvement national appelé "Entente Polonaise pour l'Indépendance" (Polskie Porozumienie Niepodległościowe). Durant la saison théâtrale 1981, il fut directeur du Théâtre Juliusz Słowacki à Cracovie. Libéré de la prison de Jaworze (internement), il prit, en février 1982, la décision de démissionner de son poste, protestant ainsi contre la proclamation de l"État de guerre" en Pologne.
Depuis 1985, un prix littéraire - "Prix Andrzej Kijowski" - est décerné chaque année.

## Publications

### Ouvrages
Andrzej Kijowski est entre autres l'auteur d'œuvres littéraires telles que : 
- L'accusé (Oskarżony),
- Les pseudonymes (Pseudonimy),
- Les codes (Szyfry),
- Le chef d'orchestre (Dyrygent).

### Critiques
ainsi que de recueils de critiques littéraires
- Miniatures critiques (Miniatury krytyczne) et
- La sixième décade (Szósta Dekada), ainsi que du volume
- Un soir de novembre (Listopadowy wieczór).

### Scénarios
Il écrivit les scénarios de films :
- Les codes (Szyfry) de Wojciech Has
- Les noces (Wesele) d'Andrzej Wajda
- Le Chef d'orchestre (Dyrygent) d'Andrzej Wajda
- D'un pays lointain (Z dalekiego kraju) de Krzysztof Zanussi

### Traductions
- Charles Baudelaire, Pauvre Belgique! 1866, L'art romantique 1869 et Journaux intimes 1851 - 1862;
- Camille Bourniquel,Tempo, roman, Paris, Julliard, 1977 (Grand prix du roman de l'Académie française);
- José Cabanis, Saint-Simon l’admirable (Grand prix de la Critique littéraire) (Gallimard, 1974); .

## Décorations et distinctions
Commandeur de l'Ordre Polonia Restituta (2022)